# カレン・モー
カレン・モー・ハンフリーズ（英: Karen Moe Humphreys、1953年1月22日 - ）は、アメリカ合衆国の競泳選手。得意種目はバタフライ。以前はカレン・パトリシア・モー＝ソーントン（Karen Patricia Moe-Thornton）という名であった。
1972年のミュンヘンオリンピック200mバタフライで金を獲得した。